# Megaselia longispina
Megaselia longispina är en tvåvingeart som först beskrevs av Silva Figueroa 1916.  Megaselia longispina ingår i släktet Megaselia och familjen puckelflugor. Inga underarter finns listade i Catalogue of Life.